# フジキン
株式会社フジキン（英文名称:Fujikin Incorporated）は、大阪府大阪市北区と東京都千代田区に本社を置く、バルブや継手製造販売を行うメーカーである。また国内の企業で唯一チョウザメの研究を行い、人工孵化にも成功している。近年では、ライフサイエンス事業にも手を伸ばしており、衣服内温度計「Ran’s Night Self]」、遠隔医療診断支援システム等の販売を行っている。みどり会の会員企業であり三和グループに属している。
埼玉県八潮市に同名の企業が存在するが、こちらは自動車駆動系部品製造メーカーであり、無関係である。

## 沿革
- 1930年 - 配管材料、機械金属製品の卸売販売として創業
- 1954年 - 富士金属工作株式会社設立
- 1982年 - 「株式会社フジキン」に社名変更
- 1992年 - 筑波フジキン研究工場にてチョウザメの人工孵化に成功
- 2009年 - バルブのネット販売サイト開設
- 2010年 - ネット販売サイトにマスコットキャラクター「マルちゃん」登場
- 2012年 - ライフサイエンス事業を発足

## 事業所
- 本店 - 大阪府大阪市西区
- 総本社 - 大阪府大阪市北区
- 新本社 - 東京都千代田区
- 大阪工場 東大阪 -  大阪府東大阪市
- 大阪工場 柏原 -  大阪府柏原市
- 万博記念 つくば先端事業所 - 茨城県つくば市
- 東北工場 - 岩手県奥州市
- 大阪ハイテック研究創造開発センター - 大阪府大阪市住之江区

## 関連会社

### 国内
- フジキンソフト株式会社
- 株式会社ブレーンパワー

### 海外
- Fujikin of America Inc.
- CARTEN-FUJIKIN Inc.
- Carten Controls Ltd.
- Fujikin Deutschland GmbH
- Fujikin of China Incorporated
- Fujikin Taiwan Incorporated
- TK-FUJIKIN CORPORATION
- Fujikin Vietnam Co.,Ltd.
- Fujikin Singapore Pte.Ltd.